# La Serra d'Almos

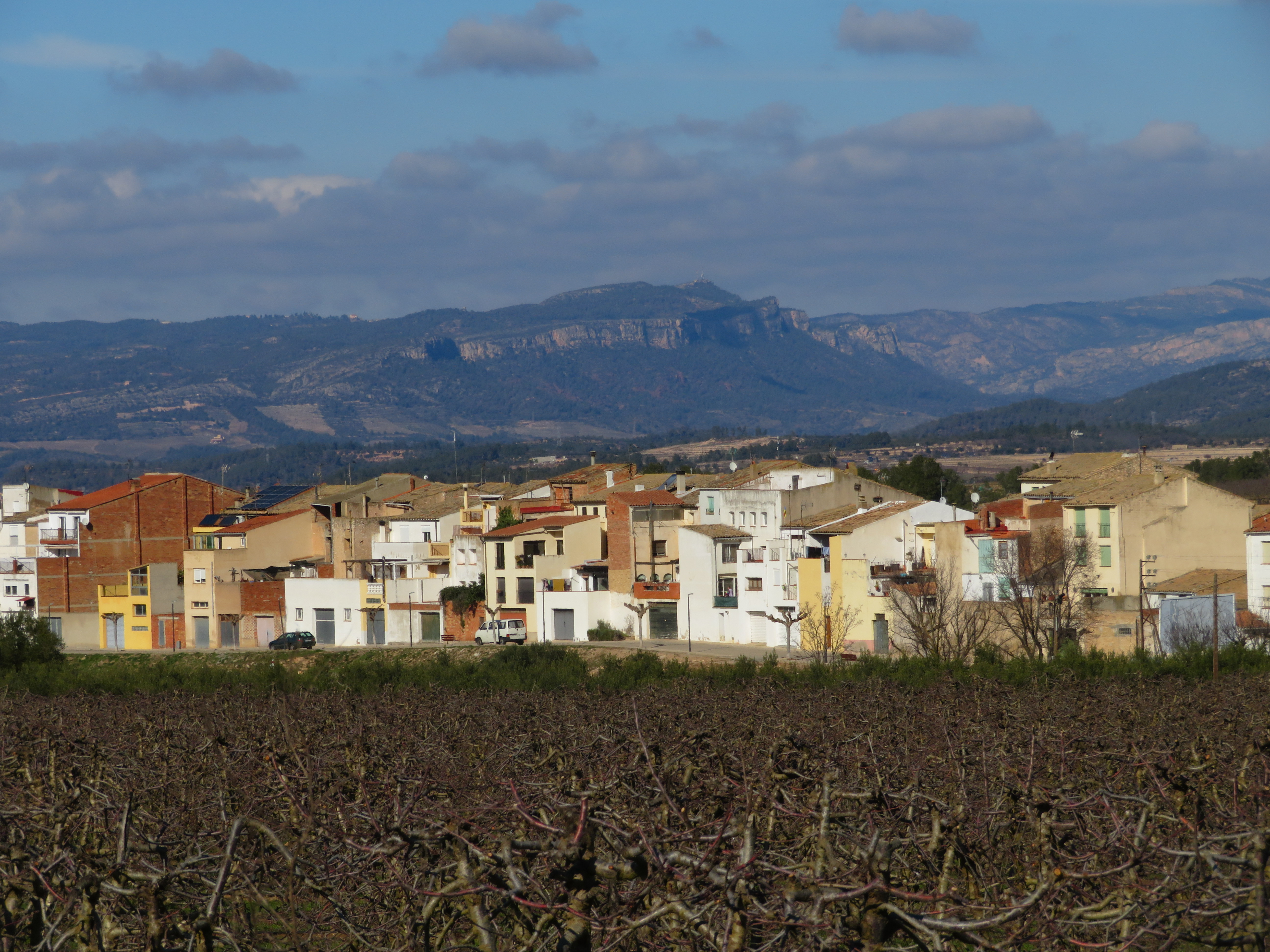
La Serra d'Almos

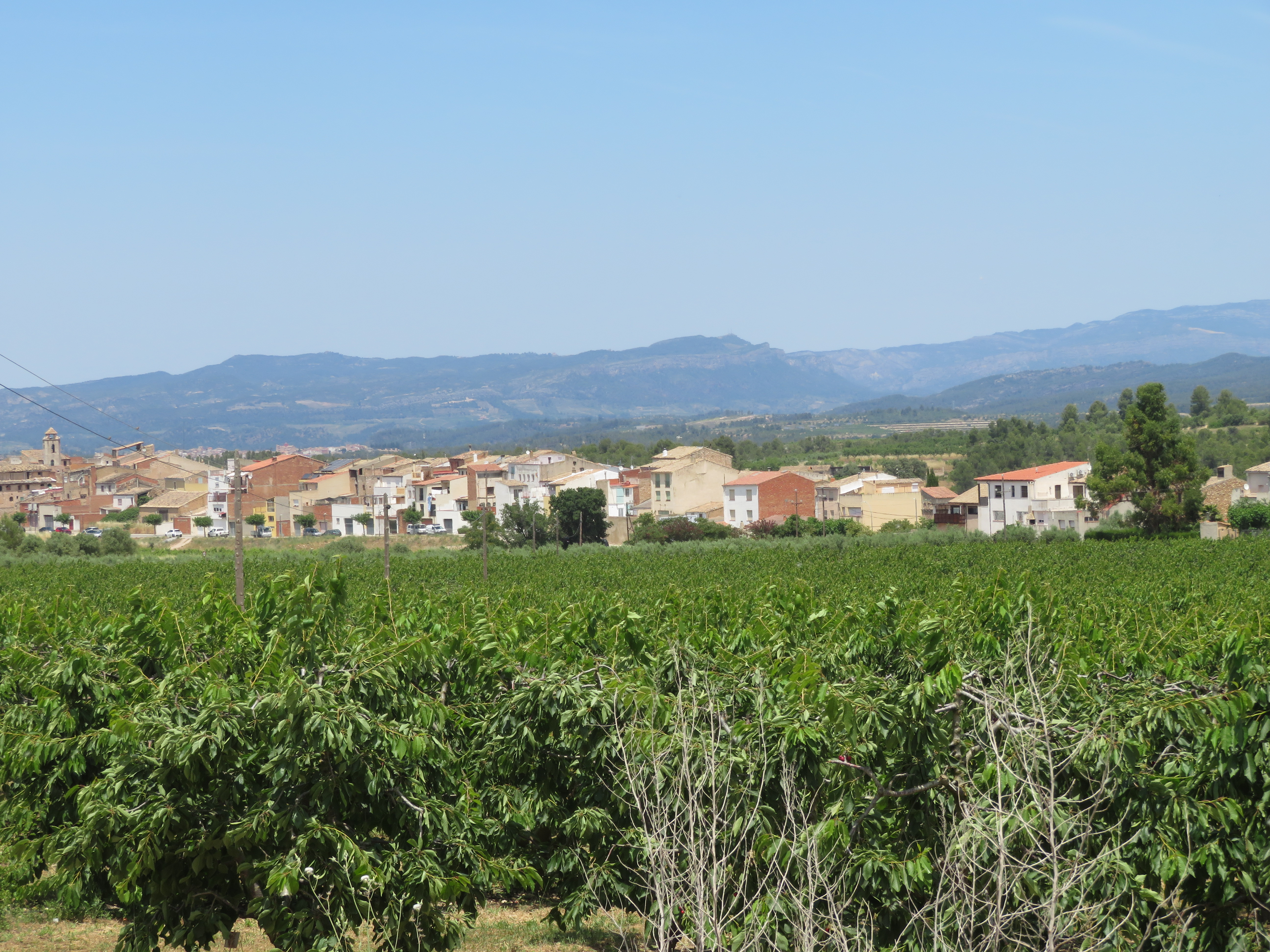
La Serra d'Almos

La Serra d'Almos es una localidad y una entidad municipal descentralizada de España perteneciente al municipio de Tivisa, dentro de la provincia de Tarragona, comunidad autónoma de Cataluña. Tiene una población de 253 habitantes. La entidad municipal descentralizada se constituyó en febrero de 2011.

## Símbolos
El escudo heráldico que representa a la entidad municipal descentralizada fue aprobado oficialmente el 24 de marzo de 2014 con el siguiente blasón:

«Escudo en losange de ángulos rectos: de plata, un álamo de sinople con una sierra de oro atravesada sobre el tronco.»
Diario Oficial de la Generalidad de Cataluña nº 6596 de 3 de abril de 2014

## Patrimonio histórico-artístico
- Coll del Moro de la Serra d'Almos

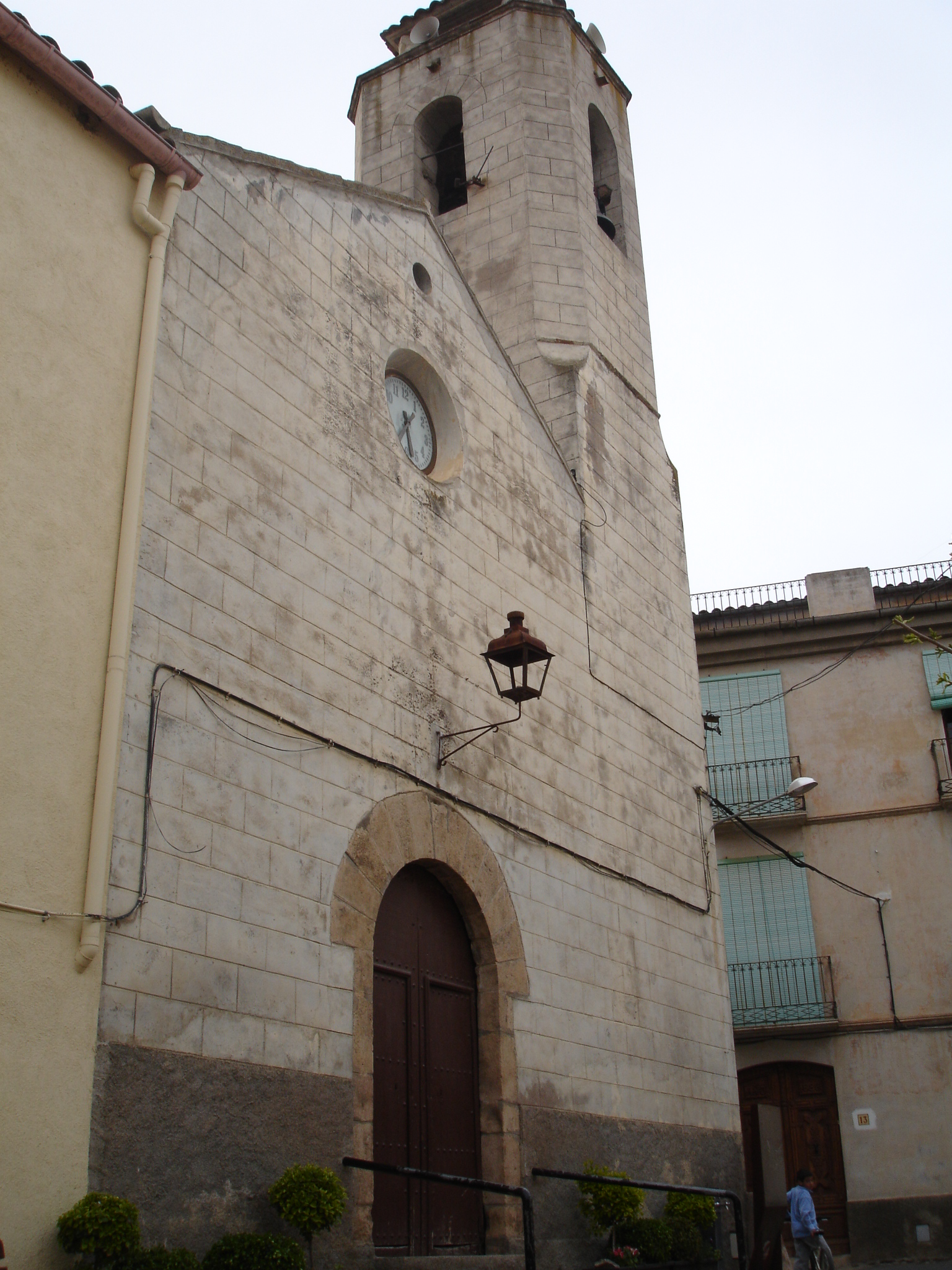
Iglesia de Sant Domènec

A 1,5 km de la localidad y a 364 m s. n. m., se encuentra el yacimiento ibérico del Coll del Moro de la Serra d'Almos, que data del siglo VI a. C.
- Iglesia de Sant Domènec

La construcción que corresponde a la actual iglesia parroquial ya existía en 1699.

## Bibliografía

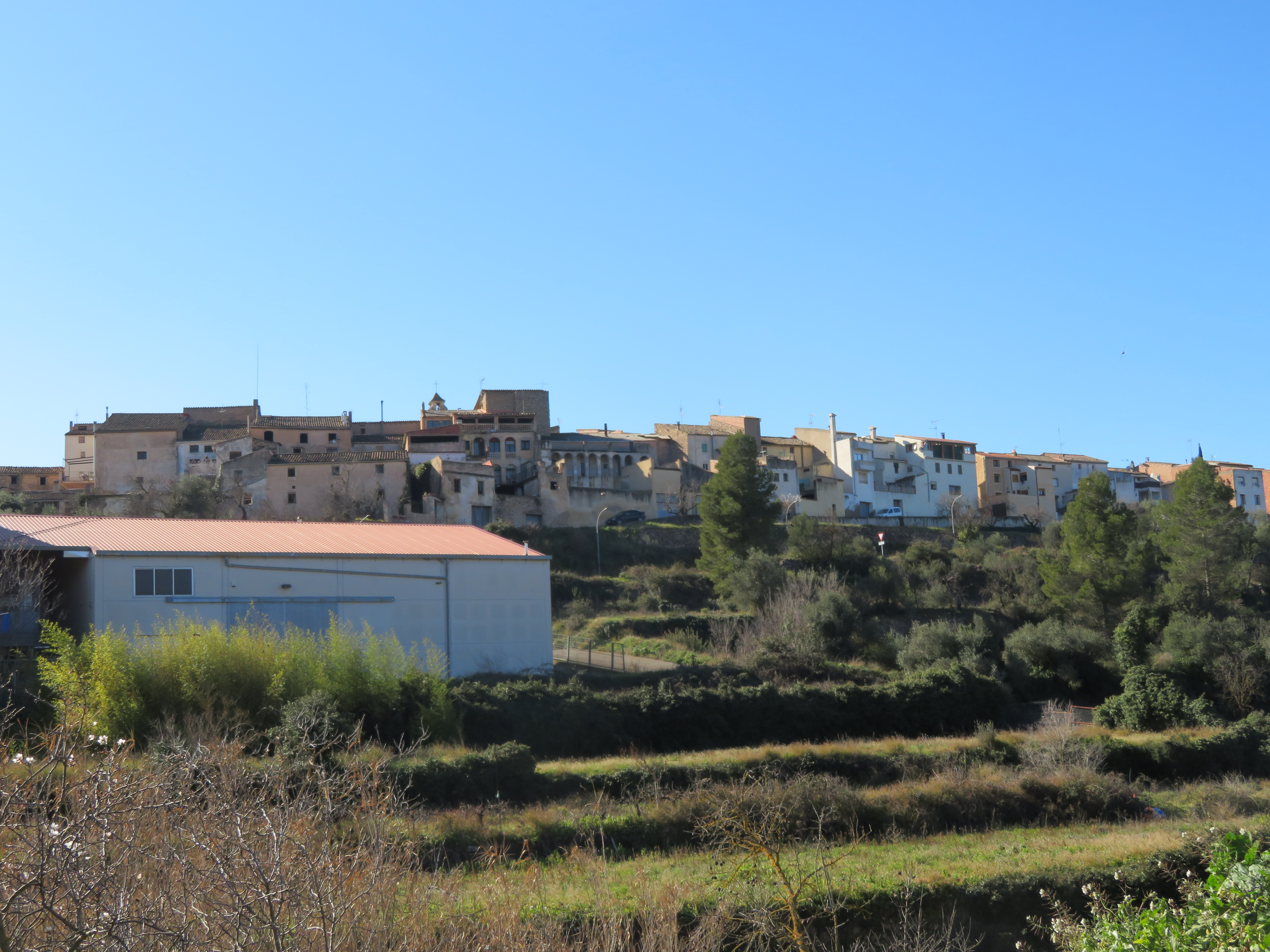
La Serra d'Almos-Tivissa